# Quarto de Despejo
Quarto de Despejo: Diário de uma Favelada é um livro autobiográfico de Carolina Maria de Jesus publicado em 1960, onde a autora relata sua vivência como mãe, moradora da favela e catadora de papel.

## Contexto
Carolina Maria de Jesus nasceu em Sacramento no estado de Minas Gerais em 14 de março de 1914, mudando-se para a cidade de São Paulo em 1947. Desde criança já se interessava pela leitura, tendo mais tarde iniciado a escrita de um diário. A autora teve apenas dois anos de estudo, realizados na primeira escola espírita do Brasil, o Colégio Allan Kardec, fundado por Eurípedes Barsanulfo em sua cidade natal.
Em 1958 o jornalista Audálio Dantas visitou a favela do Canindé para uma reportagem do jornal Folha da Noite, local onde vivia Carolina de Jesus, relatando ter se encantado com a autora, que, "apesar de ser uma mulher extremamente pobre e simples, demonstrava uma grande lucidez crítica". Após esse encontro, é publicado o livro em agosto de 1960 pela editora da Livraria Francisco Alves.

## O livro
O livro reproduz o diário de Carolina Maria de Jesus, em que ela narra o seu dia a dia numa comunidade pobre da cidade de São Paulo, a antiga Favela do Canindé, desocupada para construção da Marginal Tietê, em 1961, por influência da repercussão de Quarto de Despejo. Seu texto é considerado um dos marcos da escrita feminina no Brasil.
No diário, que descreve suas vivências no período de 1955 a 1960, a autora relata o sofrimento e as angústias dos habitantes da favela, sobretudo a rotina da fome, repetida diariamente. Carolina se sustentava recolhendo papel nas ruas. Quando não conseguia papel, ela e seus filhos não comiam.
Para retratar sua realidade, Carolina Maria de Jesus utiliza de uma linguagem objetiva e marcada pela oralidade, ao mesmo tempo culta e inculta, oscilando entre um registro popular e o discurso literário.
Com uma tiragem inicial de dez mil exemplares que se esgotou em apenas uma semana, já foi traduzido para mais de treze idiomas desde o seu lançamento. A publicação é uma edição feita pelo repórter Audálio Dantas e pela equipe de editoração da Livraria Francisco Alves, que recebeu 20 cadernos escritos por Carolina. Dantas fez a seleção dos trechos do diário a serem publicados e o prefácio do livro, além de ser responsável pela estratégia de divulgação da obra na imprensa.
A primeira matéria jornalística de Audálio Dantas sobre o livro foi a reportagem de página inteira do jornal Folha da Noite, de 9 de maio de 1958, intitulada O drama da favela escrito por uma favelada: Carolina Maria de Jesus faz um retrato sem retoque do mundo sórdido em que vive, na qual se destaca a singularidade de Carolina enquanto escritora moradora da favela. Posteriormente, o jornalista publicou matéria na revista O Cruzeiro, da qual era editor-chefe, com o título Retrato da favela no diário de Carolina: a fome fabrica uma escritora. Os dois textos são anteriores à publicação do livro e contribuíram para tornar sua autora uma figura conhecida do público.
Os registros começam com a seguinte nota:

"15 de julho de 1955. Aniversário de minha filha Vera Eunice. Eu pretendia comprar um par de sapatos para ela."
E terminam com:

“1.º de janeiro de 1960. Levantei às 5 horas e fui carregar água.”

## Prefácios
Na 10ª edição publicada pela Editora Ática, tem-se como responsável pela elaboração do prefácio Audálio Dantas, o jornalista responsável pela descoberta dos textos de Carolina e editor dos primeiros excertos, os publicando em revistas como a Folha da Noite e na O Cruzeiro. Grandes autores brasileiros escreveram sobre a obra, tais como Rachel de Queiroz, Manuel Bandeira, Sérgio Milliet, Helena Silveira, entre outros. Porém, de acordo com Dantas, alguns questionaram a veracidade dos textos argumentando que "só podia ser obra de um espertalhão, um golpe publicitário". Dantas então cita o poeta Manuel Bandeira, que "em lúcido artigo, colocou as coisas no devido lugar":
"[...] ninguém poderia inventar aquela linguagem, aquele dizer as coisas com extraordinária força criativa mas típico de quem ficou a meio do caminho da instrução primária."
 Por fim, Dantas conclui com:
"Assim, o Quarto de Despejo não é um livro de ontem, é de hoje. Os quartos de despejo, multiplicados, estão transbordando."

## Análise
A obra foi inicialmente considerada como "literatura documentária de contestação" pelo jornalismo de denúncia, que oferece meios de reportar a situação social vivida pelas camadas tradicionalmente sem meios de expressão.
Na atualidade, a obra se insere no contexto das narrativas femininas que tiveram início na década de 1970, dentro da "literatura das vozes subalternas".
Na década de 1990, acadêmicos interessados nas vozes excluídas periféricas das décadas de 1950 e 1960 resgataram a obra de Carolina Maria de Jesus no contexto universitário. Quarto de Despejo foi objeto de várias teses e dissertações defendidas nas principais universidades brasileiras, como se pode constatar em buscas na Biblioteca Digital de Teses e Dissertações do Instituto Brasileiro de Informação em Ciência e Tecnologia e na Biblioteca Digital de Teses e Dissertações da Universidade de São Paulo.

## Impacto cultural
Segundo o pesquisador Carlos Alberto Cerchi a obra inspirou variadas manifestações artísticas, dentre as quais:
- Gravação do álbum musical Quarto de Despejo: Carolina Maria de Jesus cantando suas composições por Carolina em 1961;[16][17]
- Quarto de Despejo, um samba composto por B. Lobo;
- Eu te Arrespondo Carolina, livro de Herculano Neves;
- Adaptação do livro para o teatro por Edy Lima e dirigido por Amir Haddad em 1961 com Ruth de Souza atuando como Carolina;[18]
- Despertar de um Sonho, filme da televisão alemã, dirigido por Christa Gottmann-Elter em 1971, com a própria Carolina como protagonista e exibido no Brasil em 2014 pelo Instituto Moreira Salles (IMS);[19]
- Episódio da série Caso Verdade adaptado por Cleston Teixeira e dirigido por Atílio Riccó programa da Rede Globo, no ano de 1983, onde novamente Carolina foi interpretada por Ruth de Souza;[3]
- A partir de 2017, a Universidade Estadual de Campinas (UNICAMP), a Universidade Federal do Rio Grande do Sul (UFRGS), a Universidade Estadual de Maringá (UEM), a Universidade Estadual de Ponta Grossa (UEPG) e a Universidade Federal de Santa Catarina (UFSC) adotaram o livro em suas leituras obrigatórias para o vestibular;[20]
- Em 2020 é publicado nova edição de Quarto de Despejo pela Editora Ática em comemoração de sessenta anos da primeira edição, o livro conta com acréscimo de notas em relação a edição de 2014 e com textos críticos selecionados de 1962 a 2020, entre eles de Alberto Moravia, Carlos Vogt e Fernanda Miranda.[21]